# 김상국 (가수)
김상국(1934년 1월 24일 ~ 2006년 10월 15일)은 대한민국의 가수 겸 배우, 음악가 겸 라디오 진행자(방송인)였다.

## 생애
1934년 부산 범일동에서 출생하여 한국 전쟁(1952년) 당시 미군부대 클럽에서 소년병으로 일하며 재즈음악을 접하였고 1954년 주한 미8군 무대에서 가수 첫 데뷔한 그는 1960년대 대한민국 국내에서 이후 소울, 흑인 영가 등 흑인풍 노래가 유행할 때 루이 암스트롱의 창법을 따라하며 특이한 창법과 쇼맨쉽으로 주목을 받게 된다. 밤무대 생활을 거쳐 1965년 작곡가 김인배로부터 <쥐구멍에도 볕들 날 있다>와 <쾌지나 칭칭나네>를 받아 정식 데뷔함. 같은 해 영화 《불나비》를 통해 배우로서도 데뷔하였으며 주제가 <불나비>를 부름. 각종 쇼프로그램의 만담과 원맨쇼에서 특유의 입담과 재치를 보였다. 1990년대 중반 이후에는 TV 리포터(SBS 《출발 모닝와이드》, 1994년 3월 ~ 1996년 8월)와 라디오 진행자(부산교통방송 주말 라디오 프로그램, 1995년 3월 ~ 1995년 6월)로도 활동하기도 했다.
2006년 10월 15일 대한민국 서울 이촌동 자택에서 심장마비로 타계하였다. 향년 72세.

## 히트곡
<쥐구멍에도 볓들 날 있다>, <쾌지나 칭칭나네>, <불나비>, <여기 이 사람들>, <멋쟁이 아가씨>, <뜻대로 멋대로>, <자갈치 찬가>

## 영화
- 1965년, 《불나비》
- 1966년, 《워커힐에서 만납시다》
- 1969년, 《육군 김일병》
- 1971년, 《우리 강산 차차차》
- 1973년, 《별난 장군 팔도부하》
- 1976년, 《어머니》